# Pseudohadena immunis
Pseudohadena immunis är en fjärilsart som beskrevs av Otto Staudinger 1889. Pseudohadena immunis ingår i släktet Pseudohadena och familjen nattflyn. Inga underarter finns listade.